# 무쓰나역
무쓰나역(일본어: 六名駅, むつなえき)은 일본 아이치현 오카자키시에 있는 아이치 환상 철도선의 역이다. 역 번호는 02이다.

## 역사
- 1988년 1월 31일 : 영업 개시.
- 2004년 11월 15일: 당역 ~ 오카자키 역 구간에 증설선 사용 개시.

## 역 구조
상대식 승강장 2면 2선의 고가역이다. 에카쿠나 시노하라의 각 역과 함께 창구가 설치되지 않은 완전한 무인역이다.
2004년에 오카자키역 구내 개량으로 도카이도 본선과 선로 공용이 해소된 후에는 당역부터 오카자키 역까지 단선 병렬로 되어 있다.(전 열차가 당역에서 오카자키 방향으로 왼쪽의 선로에 들어간다. 한편, 오른쪽으로 향하여 본선의 아래를 뚫고 들어가는 선로는 신제 차의 반입 때만 사용된다).

## 역 주변
주택지, 상가 등도 있다.
- 오카자키 시립 무쓰나 초등학교
- 오카자키 시 체육관
- 이온 몰 오카자키
- 국도 제248호선
- 아이치 현도 293호 사쿠라이오카자키 선
- 마미야 유적

## 사진

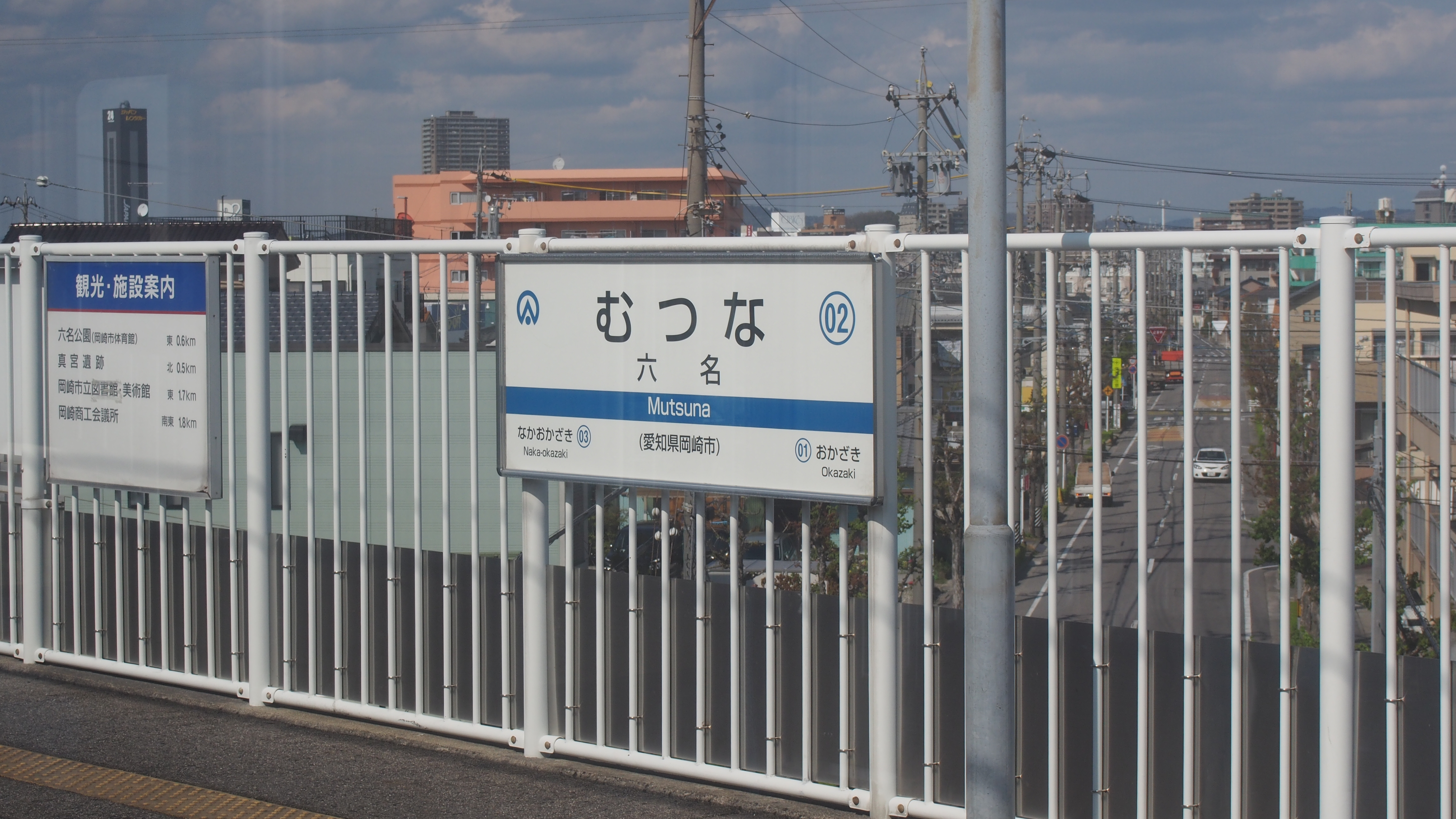
역명판

## 인접역
| 아이치 환상 철도 ■ 아이치 환상 철도선 | 아이치 환상 철도 ■ 아이치 환상 철도선 | 아이치 환상 철도 ■ 아이치 환상 철도선 |
| ------------------------------------- | ------------------------------------- | ------------------------------------- |
| 01 오카자키 오카자키 방면             |                                       | 나카오카자키 03 고조지 방면           |